# Штеттинский договор (1630)
Штеттинский договор — договор между Швецией и Герцогством Померания, создавший легальную базу для шведской оккупации Померании во время Тридцатилетней войны. Был подписан 25 августа (4 сентября) 1630 года, однако считался действующим с 10/20 июля — дня шведской высадки в Померании.

## Предыстория
В 1627 году на основании Францбургской капитуляции Померания была оккупирована имперскими войсками. Отказался подчиниться условиям капитуляции лишь город Штральзунд, который обратился за помощью к Швеции. Швеция и Штральзунд заключили между собой союз сроком на 20 лет, однако сразу Швеция прийти на помощь не могла, так как была занята войной с Речью Посполитой. Тем временем имперская армия разгромила войска попытавшегося вмешаться в войну датского короля, который был вынужден в 1629 году подписать Любекский мир. Вдохновлённый этими успехами, император начал рекатолизацию протестантских территорий, издав Реституционный эдикт.
В сентябре 1629 года Швеция и Речь Посполитая подписали Альтмаркское перемирие, что высвободило шведские войска. После тщательной подготовки летом 1630 году шведы высадились на острове Узедом, и занялись обустройством в устье Одера.

## Договор и дополнения
Первый вариант договора, предложенный померанским герцогским советом 20 июля по новому стилю, был отвергнут шведским королём. Второй вариант был возвращён в совет со списком условий, на которых настаивала Швеция. 22 августа начались собственно шведско-померанские переговоры, к которым 1 сентября присоединился лично Густав II Адольф. Союз «на вечные времена» был подписан 4 сентября.
Помимо собственно договора, были подписаны «Конституция о защите Померании» (30 августа 1630 года) и «Порядок расквартирования» (1631 год). Шведский король и его генералы получали полный контроль над военными делами герцогства, в то время как политическая и духовная власть оставались у герцога, знати и городов. За внешние сношения герцогства ответственность брала Швеция. Померания должна была выплачивать ежегодную контрибуцию в 100.000 талеров, а также обязывалась содержать четыре шведских гарнизона.

## Реализация
Сразу после заключения договора герцог Померании Богуслав XIV написал письмо императору Священной Римской империи Фердинанду II, в котором указывал, что союз со Швецией не направлен против императора или империи, а необходим для поддержания конституционного порядка. В ответ на появление шведских войск размещённые в Померании в соответствии с Францбургской капитуляцией имперские войска начали рейды и грабежи, что привело к росту поддержки шведов населением Померании. К лету 1631 года имперская армия была вытеснена шведами из Померании.